# 480-й истребительный авиационный полк ПВО
480-й истребительный авиационный полк ПВО (480-й иап ПВО) — воинская часть истребительной авиации ПВО, принимавшая участие в боевых действиях Великой Отечественной войны.

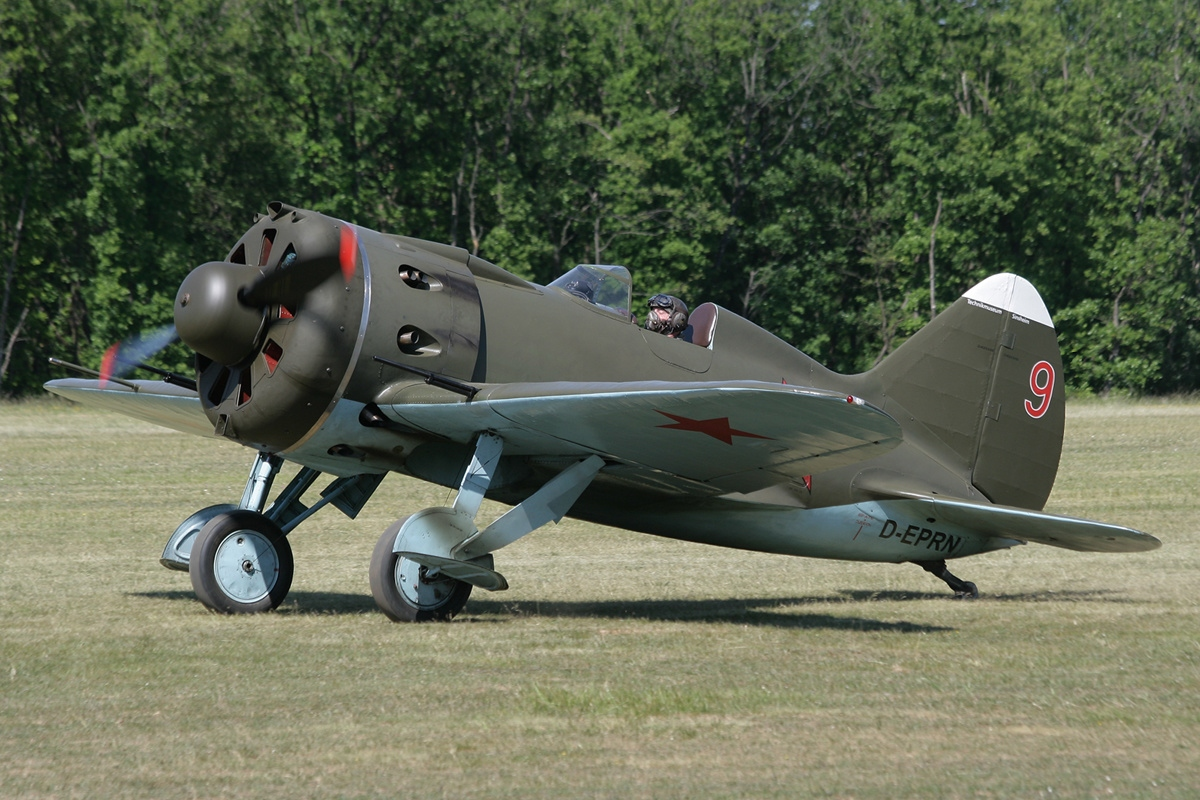
Самолёт И-16. Такими самолётами полк был вооружён при формировании/

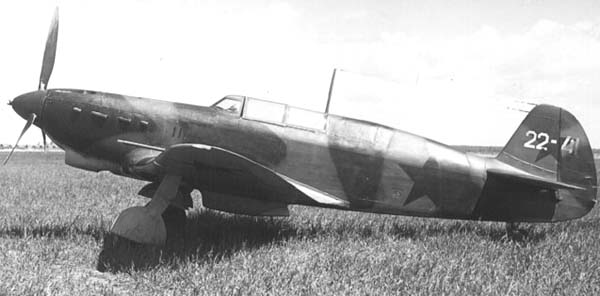
Самолёт Як-7б. Такими самолётами полк был вооружён при формировании

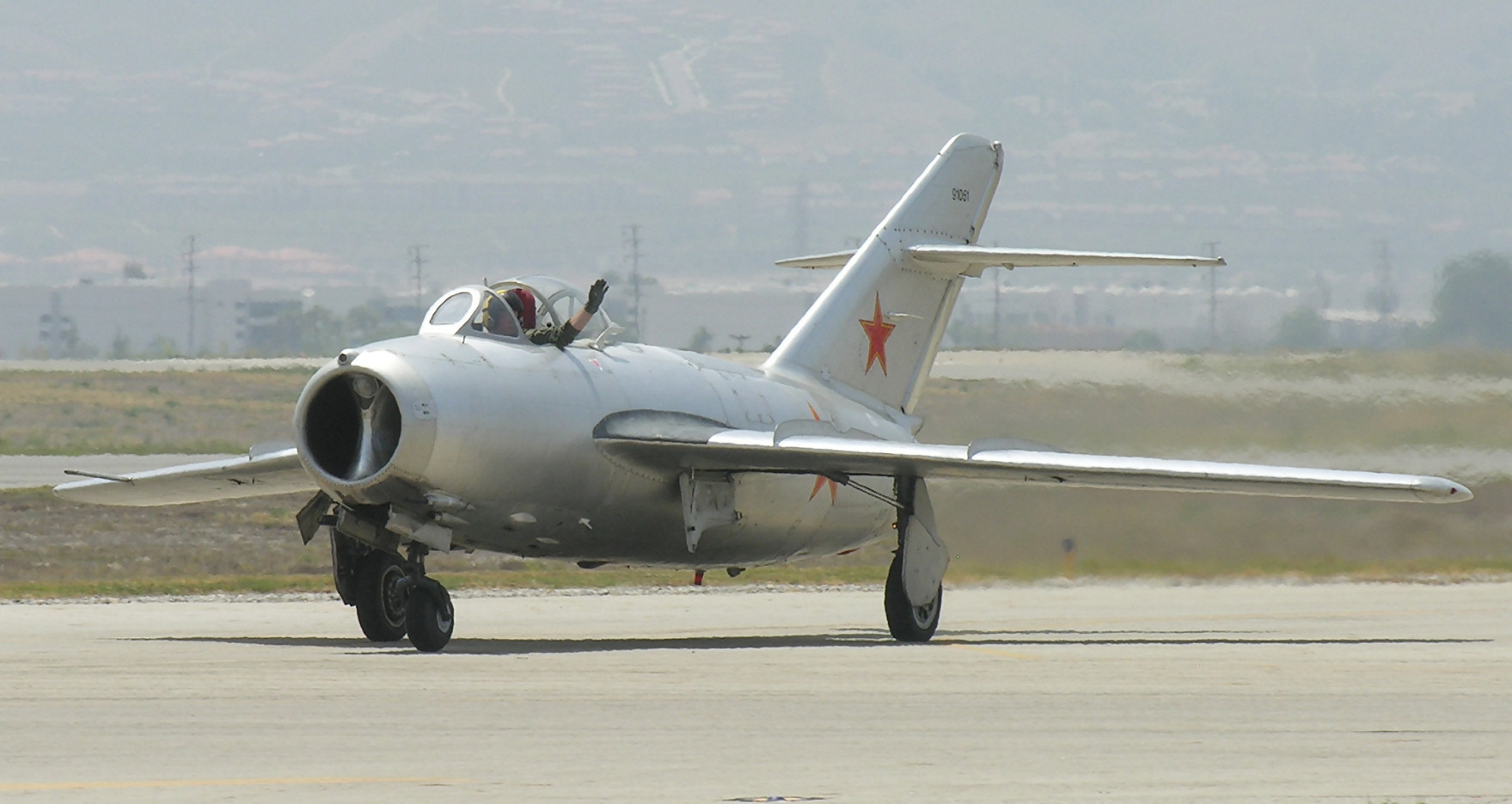
МиГ-15 полк получил в начале 1950-х годов.

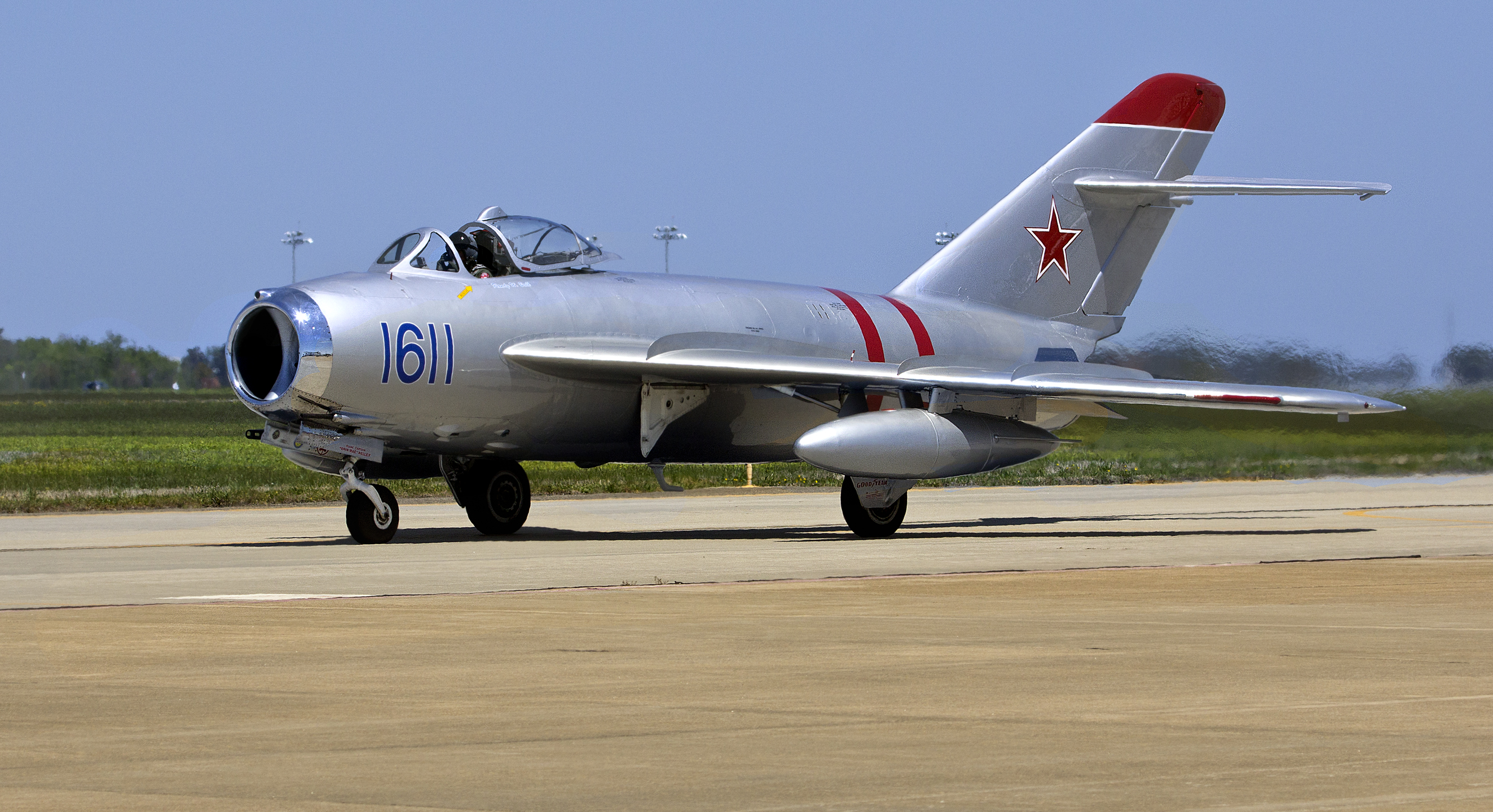
В середине в 1950-х годов полк получил МиГ-17

.

## Наименования полка
- 480-й истребительный авиационный полк ПВО[1][2].
- Войсковая часть (полевая почта) 26309[1][2].

## История и боевой путь полка
480-й истребительный авиационный полк сформирован в сентябре 1941 года в 8-м истребительном авиакорпусе ПВО Бакинского района ПВО на аэродроме Насосная по штату 015/134 на самолётах И-16.
5 апреля 1942 года вместе с 8-м истребительным авиакорпусом ПВО вошёл в состав Бакинской армии ПВО Закавказской зоны ПВО, которая создана путём реорганизации Бакинского района ПВО. 26 июня 1942 года полк приступил к переучиванию на самолёты ЛаГГ-3, но полностью укомплектован этими истребителями не был, в итоге к моменту введения в действующую армию имел разнотипную матчасть.
С 14 августа по 12 октября 1942 года вёл боевую работу в составе 8-го истребительного авиакорпуса ПВО Бакинской армии ПВО Закавказской зоны ПВО на самолётах ЛаГГ-3, И-16 и Як-7. На 1 сентября 1942 года имел в боевом составе 16 ЛаГГ-3, 4 И-16, 1 Як-7, 2 УТИ-4 и 1 У-2. 12 октября 1942 года исключён из действующей армии.
День Победы 9 мая 1945 года полк встретил на аэродроме Насосная. Всего за годы войны полком сбитых самолётов противника нет.
Всего в составе действующей армии полк находился: с 14 августа по 12 октября 1942.

## Командир полка
- капитан Корякин Владимир Андреевич[1], 05.09.1941 — 09.06.1942
- подполковник Серенко Александр Васильевич[1], 03.07.1942 — 01.10.1942
- майор, подполковник Барабанов Сергей Алексеевич[1], 01.10.1942 — 31.12.1945

## Послевоенная история полка
После войны полк продолжал выполнять задачи по прикрытию района Баку и Каспийского нефтедобывающего района. Базировался полк на аэродроме Насосная.
Входил в состав 8-го истребительного авиакорпуса ПВО Бакинской армии ПВО, с февраля 1949 года — 49-го истребительного авиакорпуса ПВО Бакинского района ПВО, с 1954 года — в состав 49-го истребительного авиакорпуса ПВО Бакинского округа ПВО.
В начале 1950-х года полк перевооружён на реактивные истребители МиГ-15, а с середины 1950-х годов — на МиГ-17.
20 марта 1958 года полк расформирован в составе Бакинского округа ПВО на аэродроме Насосная.

## Лётчики-асы полка
Лётчики-асы полк, сбившие более 5 самолётов противника в воздушных боях.
| Фамилия, имя отчество        | Награды | Сбито самолётов (+ в группе) | Примечание |
| ---------------------------- | ------- | ---------------------------- | --- |
| Серенко Александр Васильевич |         | 6 + 4                        | Лётчик полка: июль — октябрь 1942 г. Гражданская война в Испании (1936—1939): боевую работу вёл на И-16 с июня 1937 г. по январь 1938 г., сбитых самолётов: 1 + 3 |